# Per August Johansson (fackföreningsman)
Per August Johansson, född 14 november 1866 i Voxtorps socken, Kalmar län, död 19 september 1933 i Malmö, var en svensk fackföreningsman och tidningsekonom.
Per August Johansson var son till skomakaren Johan Petterson. Han gick i lära till skomakare hos fadern och flyttade därefter som ung till Göteborg, där han 1886 var med om att bilda Göteborgs skoarbetarefackförening, vars sekreterare han blev. 1887 flyttade han till Malmö, där han blev ordförande i skomakarefackföreningen, och 1892 ledamot av Arbetets styrelse samt 1898 tidningsexpeditör. Han befordrades 1900 till företagets kassör och utnämndes 1903 till ekonomichef för såväl Arbetet som Tryckeri AB Framtiden. 1908 grundade han även och förestod bokförlaget Framtiden. Johansson blev 1906 ordförande i den kommitté, som tillsattes för att bilda en fackföreningarnas egen sparbank i Malmö, och var styrelseledamot i denna bank 1907–1933 samt ordförande i VD där 1916–1933. Han var dessutom 1926–1929 styrelseledamot och 1930–1933 ordförande i Riksbankens avdelningskontor i Malmö. Han var även verksam inom arbetarpressens sammanslutning AB Samorganisation. Johansson var en av de första socialdemokrater, som erhöll kommunala förtroendeuppdrag i Malmö, och han var stadsfullmäktig 1911–1933. 1910 tog han initiativet till ett sammanförande av studenter och arbetare för ömsesidigt tankeutbyte i studiecirklar och föreläsningar.